# Georgy Girl
Georgy Girl, Brasil: Georgy, a Feiticeira , é um filme britânico de 1966 baseado em um romance de Margaret Forster. O filme foi dirigido por Silvio Narizzano e estrelado por Lynn Redgrave como Georgy, Alan Bates, James Mason, Charlotte Rampling e Bill Owen.
A canção que dá título ao filme, tocada pela banda australiana The Seekers, se tornou um single de sucesso e foi indicado para o Oscar de melhor canção original (música de Tom Springfield, letras de Jim Dale). Redgrave também foi indicada ao Oscar de melhor atriz pela sua atuação e Mason ao de Melhor Ator Coadjuvante. O filme ainda teve uma indicação ao Oscar de melhor fotografia com Kenneth Higgins. O filme concorreu também na 16ª Edição do Festival de Berlim.
O filme faz parte da lista dos 1000 melhores filmes de todos os tempos do The New York Times.

## Ligações Externas
Georgy, a Feiticeira. no IMDb. 